# Unión Nacional Agropecuaria de Productores Asociados
La Unión Nacional Agropecuaria de Productores Asociados (UNAPA) es un gremio nacional nicaragüense que agrupa a pequeños productores agrícolas, pecuarios, forestales, pesqueros, agroindustriales, comerciantes y de servicios, bajo una forma de organización de la producción asociativa y autogestionaria que les permite desarrollar economías de escala y acceder a tecnología para adquirir competitividad y ser sujetos de desarrollo, sin distingos políticos, religiosos, razas o de género.
UNAPA es una organización autónoma e independiente, con un modelo de dos dimensiones: 
- Asociativo y autogestionario, campesino y comunitario
- Empresarial-corporativo

Para formar parte de UNAPA solo hay que vincularse a los grupos por rubros, cooperativas, núcleos productivos, aportar trabajo voluntario, brindar apoyo con recursos económicos, según posibilidades, para el funcionamiento de las oficinas de gestión del gremio.

## Conformación y estructura
UNAPA tiene básicamente un origen sindical, a partir de la experiencia cogestionaria desarrollada por la Asociación de Trabajadores del Campo (ATC) y adquiere reconocimiento legal como Asociación Civil sin ánimo de lucro en 1994. Su autoridad máxima es la Asamblea General que representa a 20000 socios-trabajadores y miembros de cooperativas, directivos, administradores, técnicos y profesionales. Su instancia ejecutiva es la Junta Directiva Nacional y la Oficina Central.
Productores individuales no cooperativizados se agrupan en núcleos por rubro en los territorios (un núcleo es algo más flexible).

## Objetivos
- Fortalecer los derechos de propiedad de la tierra para el pequeño productor de alimentos, dando prioridad a las mujeres rurales.
- Organizar y promover formas de organización asociativas y productivas en el sector rural.(cooperativas, grupos, etc).
- Fomentar la participación del pequeño productor en el ejercicio del Poder Ciudadano en todos los niveles.
- Gestionar financiamiento para: capital de operación, desarrollo y transferencia tecnológica; capacitación, proyectos comunitarios, sociales y de género; desarrollo sostenible, financiamiento no convencional;
- Promover el sistema de comercio justo directo del productor al consumidor (MERCAMPO).
- Promover el incremento de la productividad y la calidad total, así como la integración vertical y horizontal en los proyectos económicos, para agregar valor y minimizar la vulnerabilidad de la producción primaria.(agroindustrilizacion).
- Promover y fomentar la protección del medio ambiente, impulsando la participación comunitaria y sistemas productivos sostenibles: conservación de suelos, agroforestales y orgánicos

## Actividades y potencial productivo
Actualmente UNAPA se encamina hacia el fortalecimiento de Uniones Cooperativas, conformación de la Federación de Cooperativas Campesinas FECAMPO y la promoción del sistema de comercio justo conocido como MERCAMPO para llegar con los productos directamente al consumidor.
Como gremio y en forma agregada se dispone de cerca de 25000 manzanas de producción aptas para cultivos agrícolas, 35000 manzanas de potreros para ganadería y 20000 manzanas de bosques.
Los principales rubros de producción comercial son: café, arroz, tabaco, ajonjolí, soya, maní, sorgo, maíz, caña de azúcar, camarones, ganado, leche, carne, insumos agropecuarios, cultivos orgánicos, café tostado y cereales.